# Seleção Venezuelana de Voleibol Masculino
A seleção venezuelana de voleibol masculino é uma equipe sul-americana composta pelos melhores jogadores de voleibol da Venezuela. A equipe é mantida pela Federação Venezuelana de Voleibol (em língua castelhana, Federación Venezolana de Voleibol). Encontra-se na 20ª posição do ranking mundial da FIVB segundo dados de 22 de julho de 2013.